# Cremastocephalini
Tribu
Les Cremastocephalini sont une tribu de collemboles de la famille des Entomobryidae.

## Liste des genres
Selon Checklist of the Collembola of the World (version du 19 décembre 2019) :
- Akabosia Kinoshita, 1919
- Glacialoca Salmon, 1941
- Metacoelura Salmon, 1951
- Parasalina Salmon, 1964
- Paronana Womersley, 1939
- Paronellides Schött, 1925
- Pseudosalina Mitra, 1974
- Salina MacGillivray, 1894
- Yosiia Mitra, 1967

## Publication originale
- Handschin, 1926 : Oest-indische Collembolen III. Beiträge sur Collembolenfauna von Java und Sumatra. Treubia, vol. 8, p. 446–461.